# (143052) 2002 WY2
2002 دابليو واي 2 (ويعرف أيضًا باسم (143052) 2002 دابليو واي 2 وفق تسمية الكوكب الصغير) (بالإنجليزية: 2002 WY2)‏ هو كويكب ضمن حزام الكويكبات؛ وترتيبه 143052 من حيث الاكتشاف.
اكتُشف هذا الجُرم الفلكي بواسطة جيمس ويتني يونغ في 24 نوفمبر 2002.

## وصلات خارجية
- (143052) 2002 WY2 في قاعدة بيانات مختبر الدفع النفاث لأجرام النظام الشمسي الصغيرة

- الاكتشاف · مخطط المدار ·  العناصر المدارية · المعلمات المادية

- (143052) 2002 WY2 على موقع ويكي سكاي: DSS2, SDSS, GALEX, IRAS, Hydrogen α, X-Ray, Astrophoto, Sky Map, Articles and images